# Lepilemur milanoii
Lepilemur milanoii (лат.) — вид лемуров из семейства Лепилемуровые. Эндемик Мадагаскара.

## Классификация
Классификация дискуссионна, так иногда указывается, что виды, описанные в 2006 году, были идентифицированы только основываясь на генетическом расстоянии, и все являются аллопатричными.

## Описание
Спина красновато-коричневая, у основания хвоста серовато-жёлтая. Голова также красовато-коричневая, морда серо-коричневая. На затылке размытая тёмно-коричневая полоса, продолжающаяся до середины спины. Внутренняя поверхность бёдер красновато-коричневая, в остальном конечности серые. Шерсть длинная и густая. Размеры относительно невелики — общая длина от 49 до 56 см, включая хвост длиной от 24 до 27 см.

## Распространение
Обитает в северной части Мадагаскара, населяет сухие листопадные и вечнозелёные леса. Ареал охватывает заказник Локи-Манамбату, а также заповедные леса Андрафиамена, где вид симпатричен родственному виду Lepilemur ankaranensis.

## Статус популяции
Международный союз охраны природы присвоил этому виду охранный статус «В опасности» (англ. Endangered). Основные угрозы популяции — охота и вырубка лесов.